# Región de Coímbra

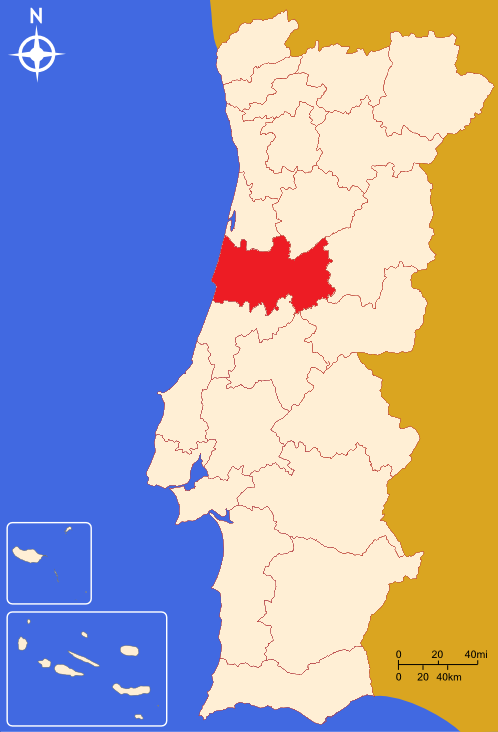
Comunidad Intermunicipal de la Región de Coímbra

La Comunidad Intermunicipal de la Región de Coímbra, es una comunidad intermunicipal que integra los municipios de Arganil, Cantanhede, Coímbra, Condeixa-a-Nova, Figueira da Foz, Góis, Lousã, Mealhada, Mira, Miranda do Corvo, Montemor-o-Velho, Mortágua, Oliveira do Hospital, Pampilhosa da Serra, Penacova, Penela, Soure, Tábua y Vila Nova de Poiares, constituida bajo la ley nº 75/2013, de septiembre.
La región de Coímbra tiene 460 139 habitantes en 4 332 km², con una densidad de población de 106,2 hab/km².